# Jimmy Cut
Jimmy Cut ist ein Ort im Toledo District von Belize.

## Geografie
Der Ort liegt ziemlich abgelegen zwischen San José im Westen und Crique Jute im Nordosten des Toledo Districts im Urwald.

## Klima
Nach dem Köppen-Geiger-System zeichnet sich durch ein tropisches Klima mit der Kurzbezeichnung Af aus.